# Tell Arbid
Tell Arbid es un sitio arqueológico del Cercano Oriente en la región de la cuenca del río Jabur de la gobernación de Hasaka, en Siria, a unos 50 kilómetros al noreste de la moderna ciudad de Hasaka. Se encuentra a 45 kilómetros al sur de Tell Mozan, el sitio de la antigua Urkesh y a unos 15 kilómetros del sitio de Chagar Bazar. El sitio halafiense de Tell Arbid Abyad se encuentra a poca distancia.

## Historia
El sitio estuvo muy ocupado en el tercer milenio a. C. durante el período dinástico arcaico que comenzó alrededor del 2900 a. C., principalmente durante Nínive 5 (2900-2600 a. C.). En el norte de Mesopotamia, equivalente al período Jezirah I-II temprano. Las ruinas de una extensa ciudad que data del período Nínive 5 cubren casi todo el sitio. Estaba situada entre los mayores centros de la región en el tercer milenio a. C.: Tell Brak (antiguo Nagar) y Tell Mozan (antiguo Urkesh). Otros sitios contemporáneos en esta área de la cuenca del río Jabur son Hamoukar y Chagar Bazar. El sitio fue ocupado sólo esporádicamente en los períodos acadio, mitanio, neobabilónico y helenístico.

## Arqueología

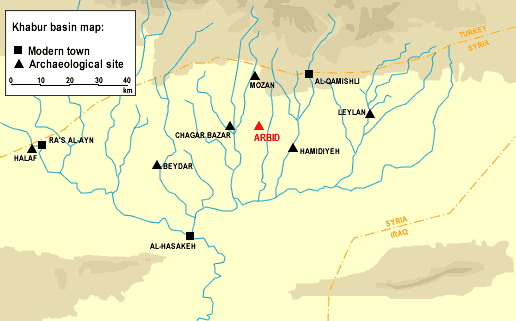
Ubicación de Tell Arbid

El sitio consta de un gran tell principal y cuatro montículos más pequeños, que juntos cubren unas 38 hectáreas con una altura de alrededor de 30 metros. El tell principal (con una superficie de alrededor de 12 hectáreas) consta principalmente de capas de los periodos Mitani, acadio, dinástica arcaico y Nínive 5, y las dos últimas incluyen edificios monumentales.
La excavación inicial de Tell Arbid fue realizada por un equipo del Museo Británico dirigido por Max Mallowan, que abrió ocho trincheras e investigó varias tumbas. La operación duró desde 1934 hasta 1936. Los objetos recolectados durante las excavaciones, entre ellos una cuenta de pato de la cultura de Halaf y fragmentos de cerámica del período Uruk, terminaron en el Museo Británico, en las Colecciones del Instituto de Arqueología del University College de Londres, en el Museo Ashmolean de Oxford y en el Museo Nacional de Alepo en Siria (325 de los cuales fueron trasladados posteriormente a un museo en Deir ez-Zor). En los años 1990, Bertille Lyonnet, del Centro Nacional de Investigaciones Científicas de París, realizó un estudio en el lugar.
Durante 15 temporadas a partir de 1996, el sitio fue excavado por un equipo polaco-sirio dirigido por Piotr Bieliński del Centro Polaco de Arqueología Mediterránea de la Universidad de Varsovia y Ahmad Serriyeh de la Universidad de Damasco. Durante el año 2000, recibieron la ayuda de un equipo conjunto estadounidense/austriaco del Instituto Oriental de la Universidad de Viena y Archeos Inc., dirigido por Gebhard Seltz y David Nelson Gimbel, que se centró en la vertiente norte. Entre 2008 y 2010, un equipo dirigido por Rafal Kolinski excavó una zona de cementerio en la ladera oriental del sitio. En el cementerio, que data dela Edad del Bronce Medio II, se encontró un esqueleto que mostraba las características de una vida dedicada al trabajo de moler granos.

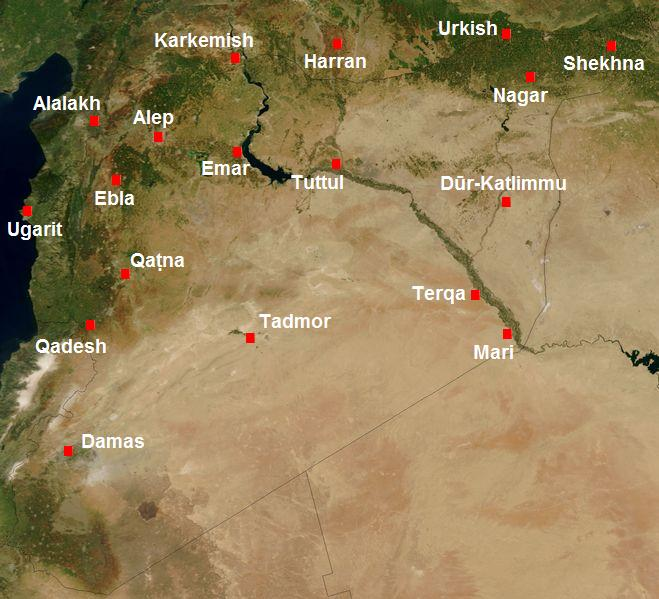
Mapa de Siria en el segundo milenio a. C.

Las características más importantes incluyen un templo de Nínive 5 (el llamado Templo del Sur) con una rampa que conduce a él, descubierto en 2008. En el lado occidental del tell se encontró otro edificio sacro, el llamado Templo del Suroeste. Los excavadores también identificaron tumbas de diferentes períodos: la cultura Nínive 5, la cultura Jabur (1950-1500 a. C.) y dos tumbas de mujeres ricamente amuebladas del período Mitani (1500-1300 a. C.). Una de las tumbas era de un individuo de alto estatus y contenía numerosos objetos funerarios de cerámica, bronce y oro, así como dos sellos cilíndricos y dos escarabajos de loza.
La ciudad alcanzó su apogeo en la primera mitad del tercer milenio antes de Cristo. De este período datan barrios residenciales y económicos, así como edificios oficiales y sacros. Los hallazgos del periodo acadio son menos numerosos e incluyen vasijas enteras y restos arquitectónicos. Sólo en algunas zonas del yacimiento se han encontrado vestigios de asentamientos que datan de principios del II milenio a. C. Las capas del período Mitani albergaron casas residenciales y tumbas. Tras una pausa en el asentamiento, que duró hasta el período neobabilónico, reaparecieron las estructuras domésticas. Los hallazgos de este período incluyen sellos cilíndricos y los restos de un caravasar del tercer milenio antes de Cristo.
Las excavaciones en Tell Arbid produjeron un rico conjunto de 577 figurillas de arcilla zoomorfas y 67 antropomorfas, que datan del tercer y segundo milenio antes de Cristo. Las figuras del tercer milenio, unas 40, son más pequeñas y están fabricadas y cocidas de forma más tosca en comparación con las figuras posteriores, del periodo de la cerámica Jabur. También se encontraron cuentas de piedra (de cornalina y lapislázuli, entre otras), sellos cilíndricos y herramientas de piedra. Un interesante grupo de objetos está formado por 40 modelos de carros de terracota, conservados enteros o en fragmentos, que datan desde la cultura ninivita hasta la cultura Jabur.